# Unione Sportiva Pistoiese 1964-1965
Questa voce raccoglie le informazioni riguardanti l'Unione Sportiva Pistoiese nelle competizioni ufficiali della stagione 1964-1965.

## Rosa
| N. |                   | Ruolo | Calciatore        |
| -- | ----------------- | ----- | ----------------- |
|    | Italia (bandiera) | C     | Anselmo Bartolini |
|    | Italia (bandiera) | A     | Urano Benigni     |
|    | Italia (bandiera) | A     | Bruno Beretti     |
|    | Italia (bandiera) | C     | Gino Bertucco     |
|    | Italia (bandiera) | C     | Paolo Bessi       |
|    | Italia (bandiera) | A     | Rodolfo Bonacchi  |
|    | Italia (bandiera) | A     | Marco Capecchi    |
|    | Italia (bandiera) | D     | Remo Carletti     |
|    | Italia (bandiera) | D     | Renzo Carpini     |
|    | Italia (bandiera) | P     | Bruno Dal Cer     |
|    | Italia (bandiera) | D     | Bruno Divina      |
|    | Italia (bandiera) | A     | Carlo Furini      |

| N. |                   | Ruolo | Calciatore         |
| -- | ----------------- | ----- | ------------------ |
|    | Italia (bandiera) |       | Giuliano Livi      |
|    | Italia (bandiera) | D     | Sergio Magelli     |
|    | Italia (bandiera) | D     | Mario Mori         |
|    | Italia (bandiera) |       | Niccolai           |
|    | Italia (bandiera) | C     | Enrico Prato       |
|    | Italia (bandiera) | D     | Antonio Rossi      |
|    | Italia (bandiera) | D     | Dante Soldi        |
|    | Italia (bandiera) | A     | Narciso Taffarello |
|    | Italia (bandiera) | D     | Romolo Tuci        |
|    | Italia (bandiera) | D     | Osvaldo Verdi      |
|    | Italia (bandiera) | A     | Lino Zanderigo     |